# Szaweł – droga do Damaszku
Szaweł – droga do Damaszku (ang. Saul: The Journey to Damascus) – kanadyjsko-maltański film historyczny z 2014 roku. Film jest biografią świętego Szawła z Tarsu.

## Treść
Film jest biografią Szawła, który do historii przeszedł jako święty Paweł z Tarsu. Początkowo zaciekły wróg chrześcijan, nawraca się pod wpływem wydarzeń w drodze do Damaszku. Przyjmuje chrzest i zaczyna przekazywać innym nauki Chrystusa. Jego nawrócenie zmienia historię świata.

## Główne role
- Kyle Schmid jako Szaweł (później Paweł z Tarsu)
- Emmanuelle Vaugier jako Maria Magdalena
- John Rhys-Davies jako Kajfasz
- Kris Holden-Ried jako Jordan
- Callum Blue jako Addai
- Dan Cade jako Stephen
- Brittany Bristow jako Johanna
- Larissa Bonaci jako Ester